# 麥肯齊山
70°40′S 67°1′E / 70.667°S 67.017°E
麥肯齊山（英語：Mount McKenzie）是南極洲的山峰，位於麥克羅伯特森地，屬於查爾斯王子山脈中阿梅里峰的一部分，處於薩克斯頓嶺東南面6公里，海拔高度2,255米，該山峰由澳大利亞的探險隊發現。